# Conciergerie

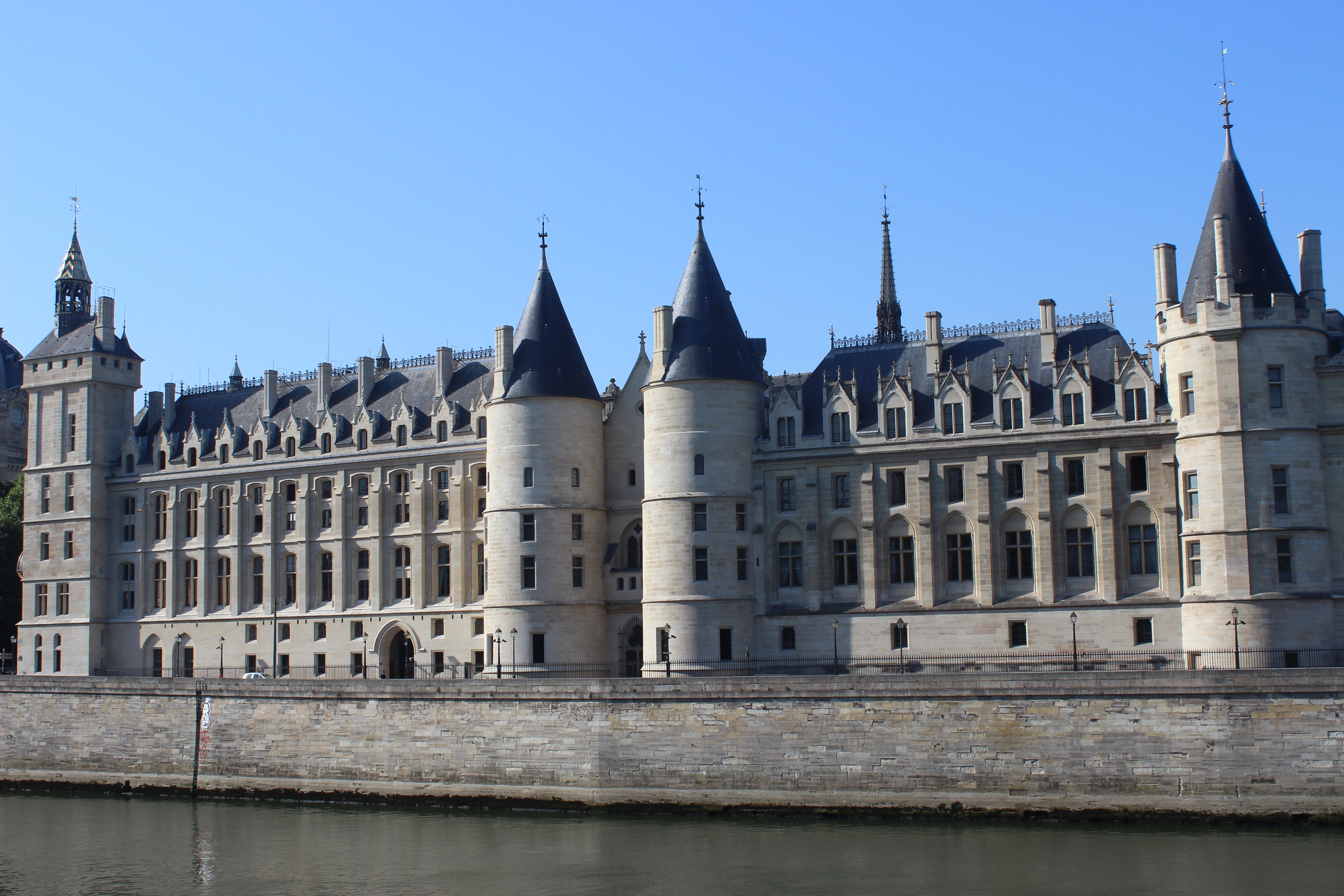
Fațadă nord a Palatului

Conciergerie sau Palatul Orașului (în franceză Palais de la Cité) este primul palat regal din Paris, apoi transformat într-o închisoare. Se află în arondismentul 1, pe Île de la Cité (Insula Orașului), în apropierea Palatului de Justiție și a Sainte-Chapelle.

## Istoric
Istoria palatului nu este foarte bine cunoscută înainte de secolul al XI-lea. Capul Insulei Orașului a adăpostit niște clădiri romane, probabil militare. Ar fi fost locul unde Iulian Apostatul a fost proclamat împărat roman de trupele sale. În secolul al VI-lea s-a construit în acest loc palatul lui Clovis I, primul rege al francilor. Cinci secole mai târziu, Hugo Capet a stabilit acolo consiliul său și administrația sa. Robert al II-lea, Ludovic al VI-lea, Ludovic al VII-lea și Filip al II-lea August au efectuat transformări mari la rândul lor.
Acum nu mai există nimic anterior lui Ludovic al IX-lea, care a construit Sainte-Chapelle și a extins clădirile palatului spre sud. Filip al IV-lea cel Frumos a continuat lucrările și a instalat Parlamentul din Paris în aceste loc. În anul 1360, în urma răscoalelor provocate de starostele neguțătorilor, Étienne Marcel, Filip al V-lea Lunganul a părăsit Palatul Orașului pentru Palatul Saint-Pol (acum demolat total). Primul i-a fost încredințat unui „concierge” (intendent). Astfel a fost cunoscut Palatul Orașului sub numele „Conciergerie”. Totuși, palatul a rămas sediul administrației judiciare. Ca atare, includea o închisoare, care a adăpostit prizonieri importanți, ca de exemplu François Ravaillac, asasinul lui Henric al IV-lea. După un incendiu, clădirea a fost modernizată de Ludovic al XVI-lea în 1776.

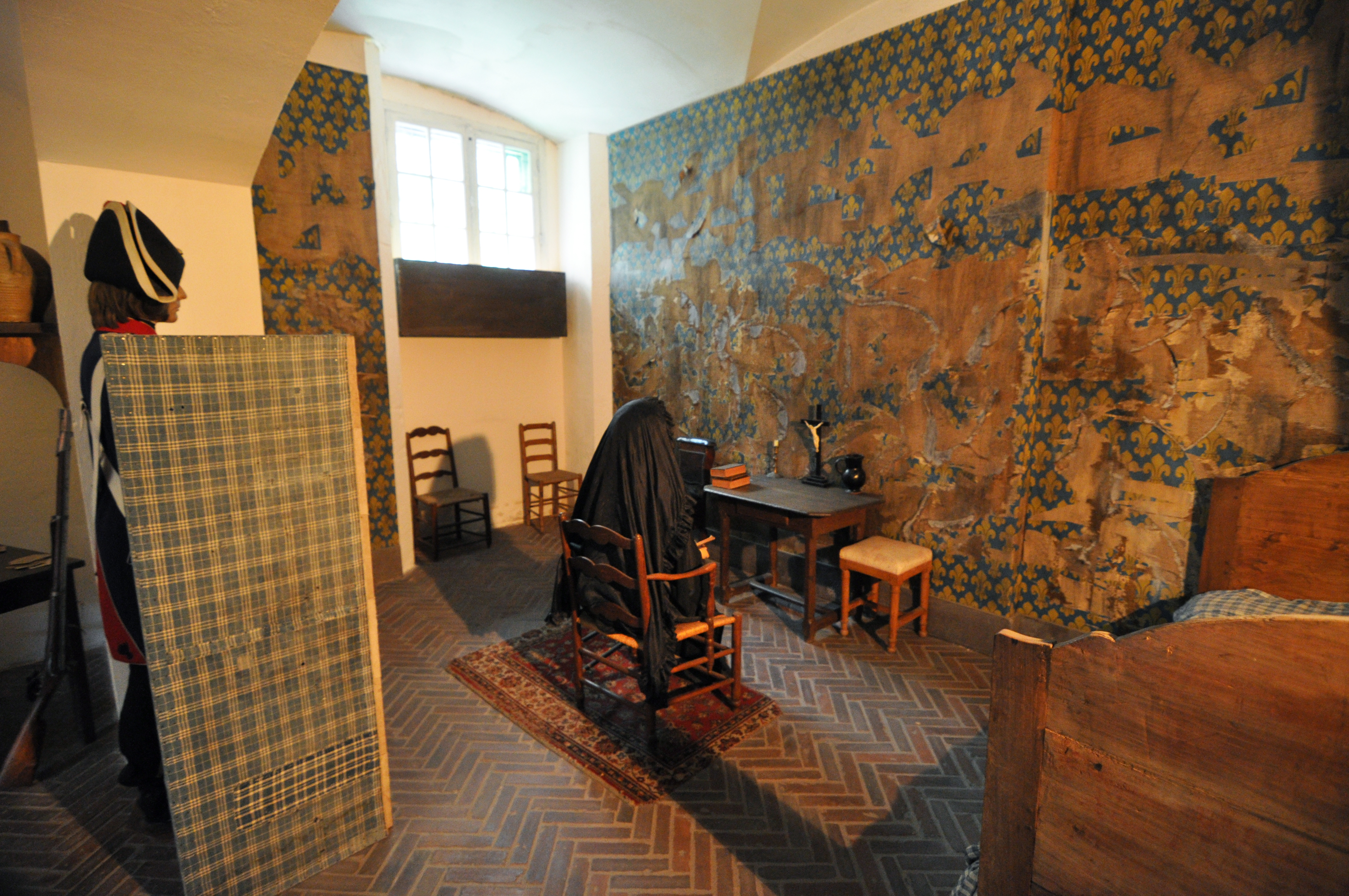
Celula Mariei Antoaneta la Conciergerie (reconstituire)

În anul 1790, în timpul Revoluției franceze, portalul palatului a fost sigilat de primarul Parisului ca simbol al Vechiului Regim. Trei ani mai târziu, Tribunalul revoluționar si-a început activitatea în marea cameră a palatului. „Persoanele suspectate”, și anume prizonierii politici, erau deținuți la închisoarea Conciergerie fără distincție cu deținuții obișnuiți. Din martie 1793 până la mai 1795, tribunalul condus de acuzatorul public Fouquier-Tinville a judecat mai mult de 2.800 de persoane, pronunțând mai multe de 2.700 de condamnări la moarte, inclusiv regina Maria Antoaneta și oamenii de stat Danton și Robespierre. În timpul Restaurației o capelă a fost construită ca ispășire la locația unde Maria Antoaneta era deținută.

## Descriere
Conciergerie a fost clasificată ca monument istoric în 1914. În prezent este deschisă publicului. Se poate vizita sale medievale în părțile inferioare ale palatului și sale revoluționare.

## Legături externe
- Site-ul oficial